# Georg Bernhard Simson
Pour les articles homonymes, voir Simson.
Georg Bernhard Simson, né en 1817 à Königsberg et mort le 22 décembre 1897 à Berlin, est un juriste et homme politique prussien, membre du Parlement de Francfort de 1848 à 1849.

## Biographie
Fils d'un père marchand et courtier, Simson est né en 1817 à Königsberg dans la province de Prusse-Orientale. De religion juive, il se convertit au christianisme protestant en 1823. Après avoir étudié le droit à Königsberg puis Berlin jusqu'en 1839, il devient assesseur auprès de la cour d'appel régionale à Preußisch Stargard et reçoit, plus tard, le titre de conseiller privé de justice (Geheimer Justizrat). 
En 1848, à l'instar de son frère Eduard Simson, il est élu député à l'Assemblée nationale, dite Parlement de Francfort, dans la 23e circonscription de la province de Prusse, représentant l'arrondissement de Preußisch Stargard (de). Il prend ses fonctions le 24 mai et rejoint la fraction Casino (centre-droit). En mars 1849, il vote en faveur de l'élection du roi de Prusse Frédéric-Guillaume IV comme empereur des Allemands et, du 14 au 20 mai, exerce la fonction de sécrétaire de l'Assemblée nationale avant de la quitter. 
Par la suite, il s'établit à Berlin où il meurt le 22 décembre 1897.